# 加利奇公國

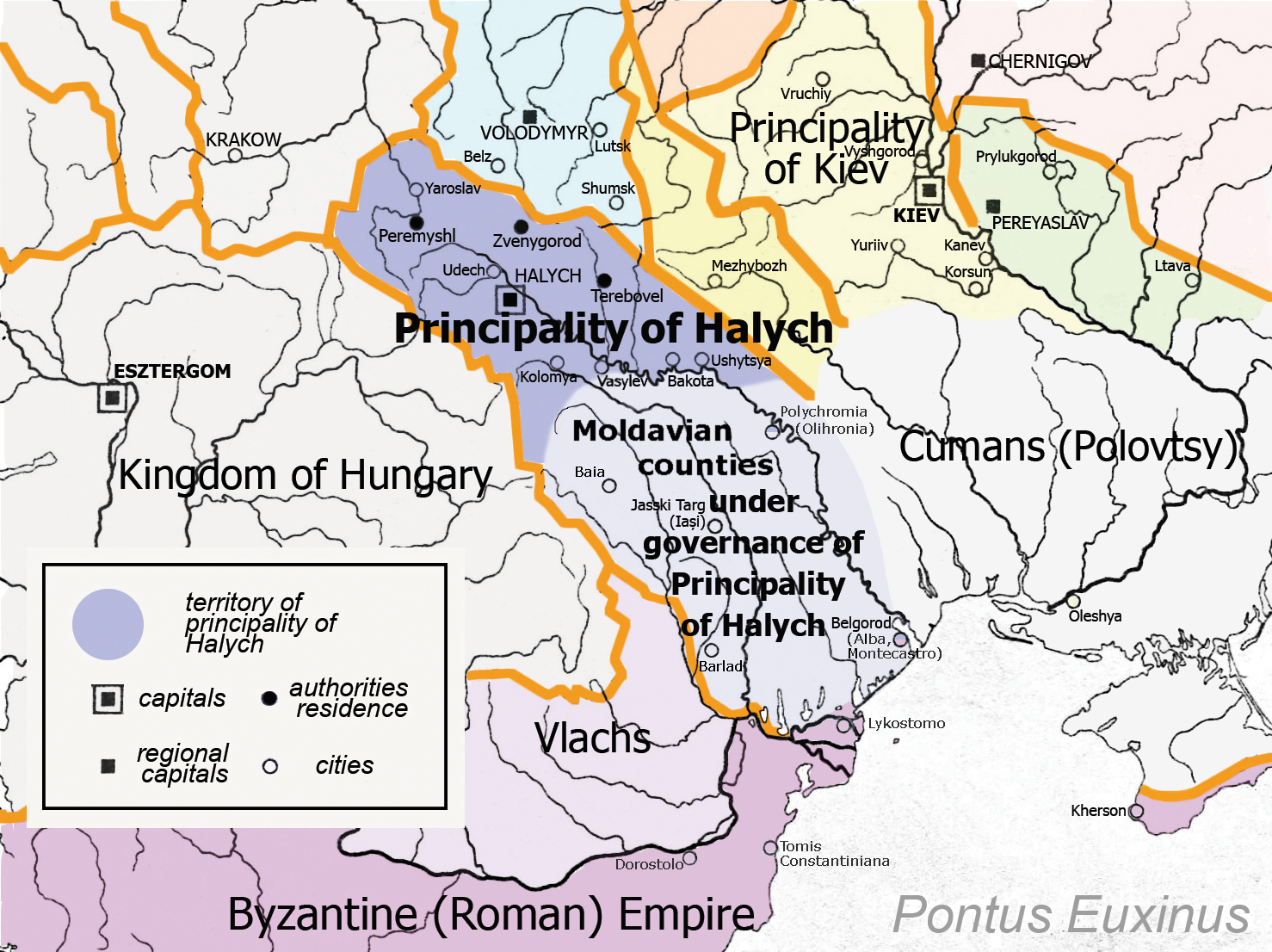
深藍色為加利奇公國的疆域

加利奇公國為智者雅罗斯拉夫後裔所創建的一個中世紀東斯拉夫人公國，同時也是基辅罗斯地區的主要諸侯國之一。在加利奇公國裡，貴族和公民們在政治上擁有強大的力量，對歷任大公的統治與決策具有極大地影響力。大約在1124年，伊凡·瓦西爾科維奇（Ivan Vasylkovych）的孫子罗斯季斯拉夫·弗拉基米罗维奇將加利奇設為公國的首都。據學者米哈伊尔·格鲁舍夫斯基所述，在弗拉基米爾·雅羅斯拉維奇逝世後，加利奇公國傳給了他的兒子羅斯蒂斯拉夫（Rostyslav），但羅斯蒂斯拉夫後來被其叔叔驅逐至特穆塔拉干地區。在此之後，加利奇公國改由當時基輔大公伊贾斯拉夫一世·雅罗斯拉维奇之子亚罗波尔克·伊贾斯拉维奇所統治。